# Rue de l'Égalité (Bruxelles)
Pour les articles homonymes, voir Rue de l'Égalité.
La rue de l'Égalité (en néerlandais : Gelijkheidstraat) est une rue bruxelloise de la commune d'Etterbeek qui va de la chaussée de Wavre à l'avenue des Casernes.
La rue a été tracée en 1870.
La numérotation des habitations va de 3 à 27 pour le côté impair et de 2 à 28 pour le côté pair.